# Heringsdorf (Mecklemburgo-Pomerânia Ocidental)
Heringsdorf é um município da Alemanha localizado no distrito de Vorpommern-Greifswald, estado de Mecklemburgo-Pomerânia Ocidental.

## Galeria

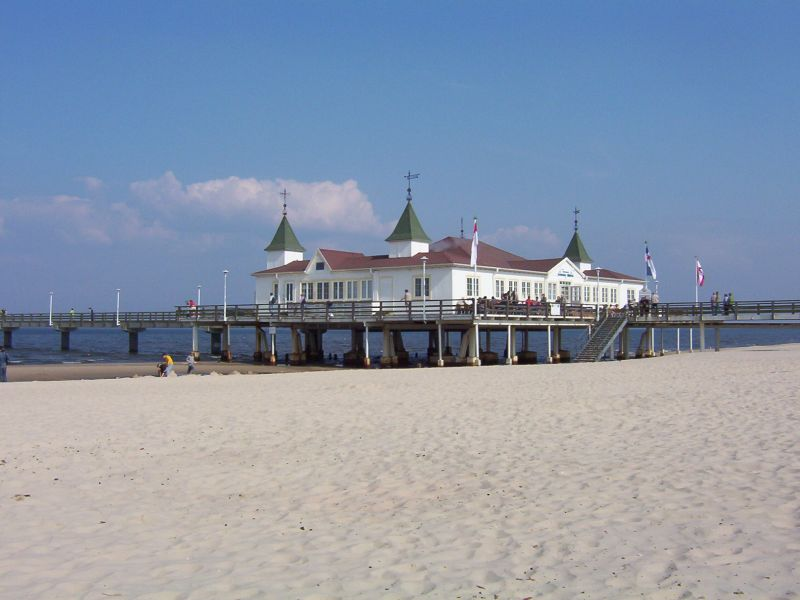
Ahlbeck pier
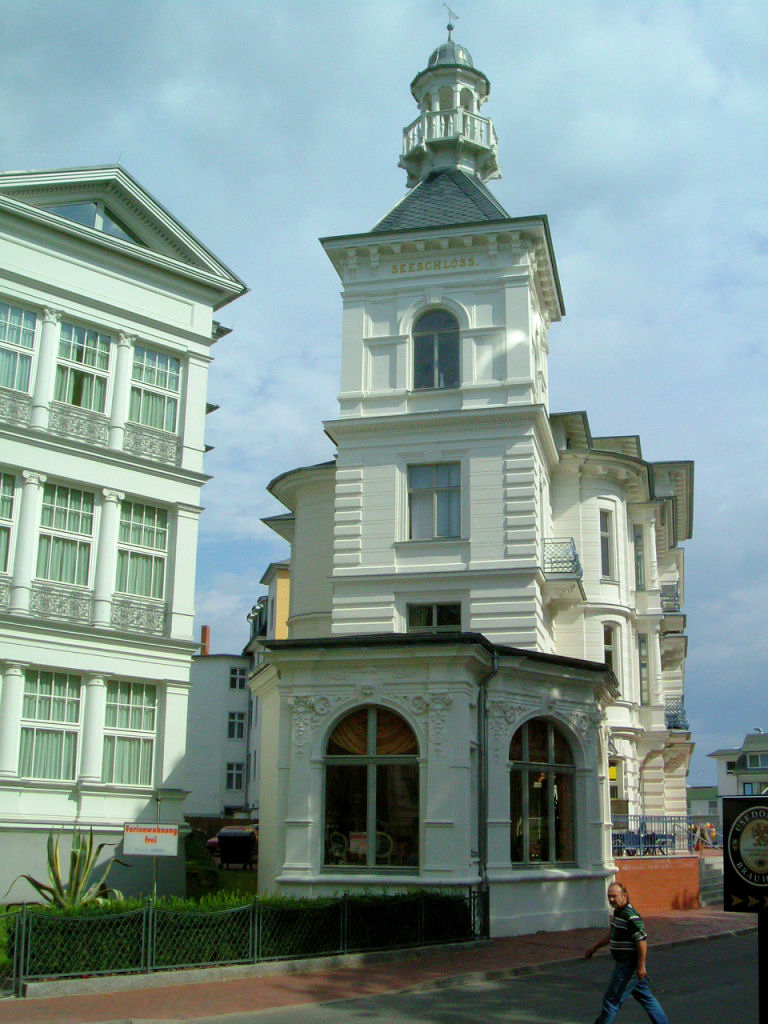
Bäderarchitektur de Heringsdorf
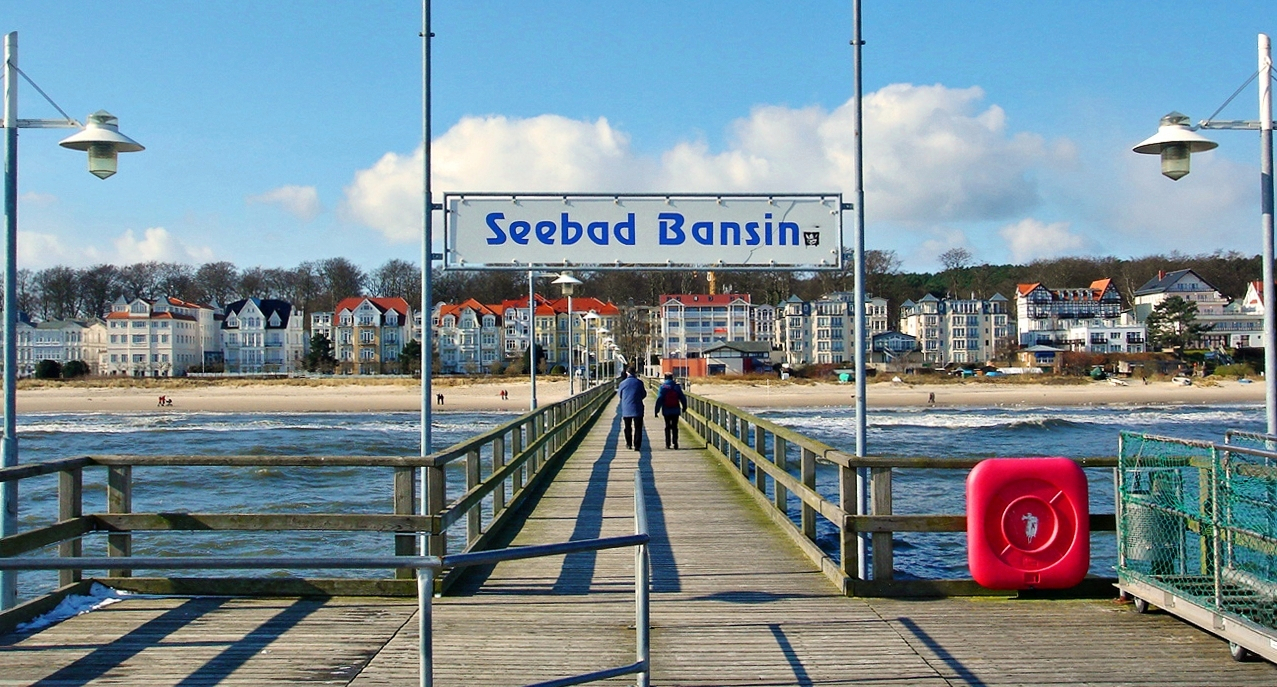
Bansin passeio visto do cais
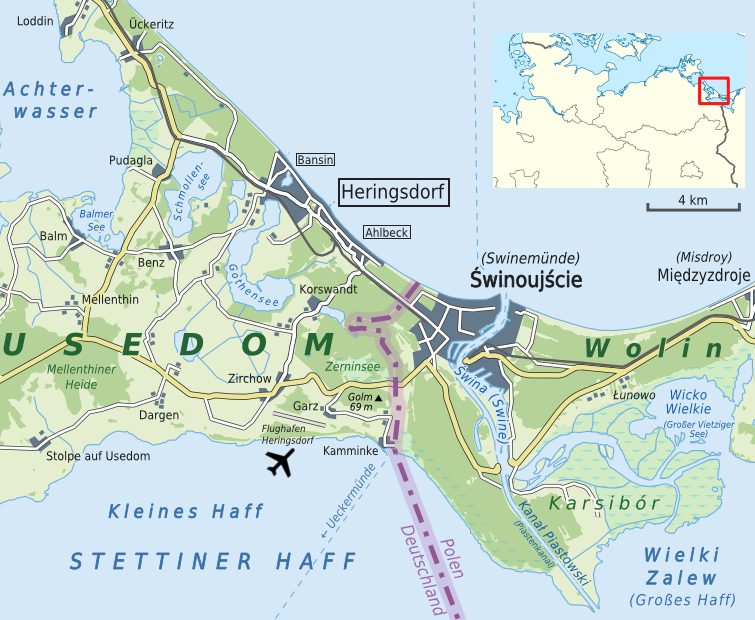
Mapa de Heringsdorf com os distritos do litoral de Ahlbeck e Bansin e vizinha cidade de  Swinemünde / Świnoujście na Polônia

→  Media relacionados com Heringsdorf (Mecklemburgo-Pomerânia Ocidental) no Wikimedia Commons